# 1710 en science
| Années de la science : 1707 - 1708 - 1709 - 1710 - 1711 - 1712 - 1713    |
| Décennies de la science : 1680 - 1690 - 1700 - 1710 - 1720 - 1730 - 1740 |

Cet article présente les faits marquants de l'année 1710 en science.

## Événements
- La Société royale des sciences d'Uppsala est fondée à Uppsala, Suède sous le nom de Collegium curiosorum, sur l'initiative du bibliothécaire universitaire Erik Benzelius[1].
- Le Britannique Edmond Halley compare ses données avec celles de l'Almageste de Ptolémée et découvre le mouvement propre de certaines étoiles « fixes[2],[3] ».

- Réaumur publie un article sur la production de soie par des araignées[4].
- Jacob Christoph Le Blon invente un procédé d'impression en trichromie (avec des encres rouge, bleu, et jaune)[5]. Quelques années plus tard, il ajoute le noir, créant ainsi le plus ancien procédé d'impression en quadrichromie.

## Publications
- John Arbuthnot : An argument for Divine Providence, taken from the constant regularity observed in the births of both sexes dans Philosophical Transactions of the Royal Society[6].
- George Berkeley : Principes de la connaissance humaine (Épistémologie).
- Alexis Littré : Diverses observations anatomiques[7]. C'est le premier médecin à suggérer la possibilité d'effectuer une colostomie dans la région lombaire pour une obstruction du côlon.
- Christian Wolff : Anfangs-Gründe aller mathematischen Wissenschafften [Rudiments de toutes les sciences mathématiques][8] — En ligne :
  - (de) 3e partie, 1710
  - (la) Elementa matheseos universae t. 1, 1732 ; t. 5, 1741
  - (de) Auszug aus den Anfangs-Gründen aller Mathematischen Wissenschaften, « Extrait » de 1772

## Naissances

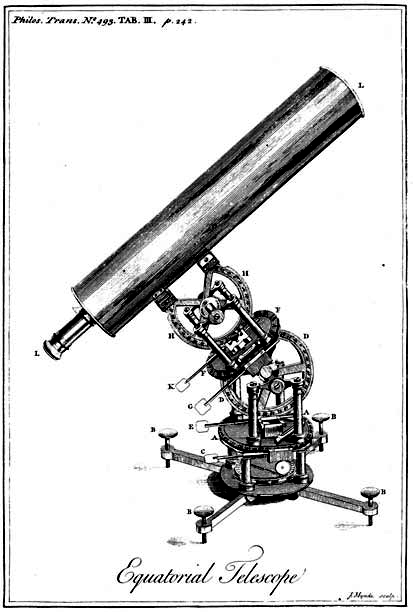
Télescope de James Short

- 15 avril : William Cullen (mort en 1790),  médecin et chimiste écossais.
- 16 avril : Jean-Paul de Gua de Malves (mort en 1786), savant français.
- 25 avril : James Ferguson (mort en 1776),  astronome écossais.
- 18 mai : Jean Bernoulli II (mort en 1790), mathématicien suisse.
- 10 juin : James Short (mort en 1768), mathématicien et opticien écossais.
- 21 juillet : Paul Möhring (mort en 1792), médecin et zoologiste allemand, qui a proposé une classification des oiseaux.
- 20 août : Thomas Simpson (mort en 1761), mathématicien britannique.
- Août : William Heberden (mort en 1801), médecin anglais, premier à avoir décrit l'angine de poitrine. Il a également donné son nom a une variété de nodule rencontrée dans les ostéo-arthrites, les nodules d'Heberden.
- 3 septembre : Abraham Trembley (mort en 1784), naturaliste genevois, connu pour ses études sur l'hydre.
- 23 novembre : Paolo Maria Paciaudi (mort en 1785), religieux, archéologue, bibliothécaire et antiquaire italien.

- Vers 1710 : 
  - Jean Althen (mort en 1774), agronome d'origine arménienne.
  - Jean-Baptiste de La Chapelle (mort probablement en 1792), mathématicien français.

## Décès

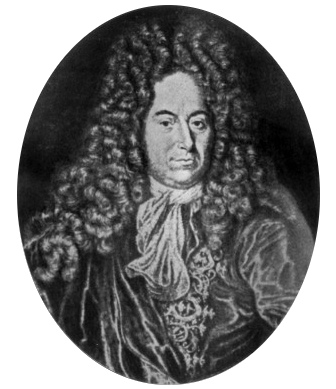
Ole Christensen Rømer

- 16 janvier : Jean de Fontaney, jésuite français, mathématicien et astronome (né en 1643), qui a conduit une mission de Louis XIV auprès de l'empereur de Chine.
- 25 février : Daniel Greysolon, sieur du Lhut (né vers 1639), explorateur français, qui a laissé son nom à la ville de Duluth au Minnesota.
- 25 juillet : Gottfried Kirch (né en 1639), astronome allemand.
- 19 septembre : Ole Christensen Rømer (né en 1644), astronome danois. À partir des observations des éclipses d'Io, satellite de Jupiter, il a fourni la première mesure de la vitesse de la lumière : 212 000 km/s (la valeur retenue actuellement est de 299 792,458 km/s).